# Мейтленд, Элизабет, герцогиня Лодердейл
Эли́забет Ме́йтленд, герцоги́ня Ло́дердейл (англ. Elizabeth Maitland, Duchess of Lauderdale; 28 сентября 1626 — 5 июня 1698) — шотландская аристократка, графиня Дайсарт (1655–1698).

## Биография
Элизабет Мейтленд (урож. Мюррей) была старшей дочерью Уильяма Мюррея, 1-го графа Дайсарт и его супруги Кэтрин Мюррей, дочери полковника Нормана Брюса и Джанет Норвелл. Своё детство она провела в Хэм-Хаусе, неподалёку от Ричмонд-апон-Темса, куда её родители переехали вместе с ней после её рождения.
В годы гражданской войны в Англии, её отец был сторонником короля Карла I. После установления Республики Элизабет вела переписку со сторонниками короля в изгнании.
В 1655 году после смерти отца Элизабет унаследовала его графский титул.
В 1660 году после реставрации Стюартов король Карл II пожаловал ей пенсию в размере 800 фунтов стерлингов в год. 5 декабря 1670 года она получила от короля грамоту, которая позволяла назначать наследников женского пола, в случае пресечения мужского потомства.
Скончалась 5 июня 1698 года в Хэм-Хаусе, в возрасте 71 года; была похоронена в склепе приходской церкви Святого Петра.

## Семья
В 1647 году Элизабет вышла замуж за сэра Лайонела Толлмаша, 3-го баронета. У супругов было 11 детей, 5 из которых дожили до совершеннолетия:
- Лайонел Толлмаш (30 января 1649 — 23 февраля 1727), 3-й граф Дайсарт (1698—1727);
- Томас Толлмаш[англ.] (ок. 1651 — 12 июня 1694), генерал-лейтенант;
- Элизабет Толлмаш (1659 — 1735), вышла замуж за Арчибальда Кэмпбелла, 1-го герцога Аргайл, в браке было 4 детей;
- Уильям Толлмаш  (1661 — 1694), капитан Королевского флота;
- Кэтрин Толлмаш[англ.] (ум. 1705), была два раза замужем;

17 февраля 1672 года во второй раз вышла замуж за своего любовника Джона Мейтленда, 1-го герцога Лодердейл; этот брак был бездетным.